# Eymeux
Eymeux település Franciaországban, Drôme megyében. Lakosainak száma 1083 fő (2022. január 1.). Eymeux La Baume-d’Hostun, Beauregard-Baret, Hostun, Saint-Paul-lès-Romans, Jaillans és Saint-Lattier községekkel határos.

## Népesség
A település népességének változása:
| Lakosok száma | 426  | 475  | 510  | 843  | 1072 | 1046 | 1024 | 1026 | 1048 | 1083 |
|               | 1968 | 1982 | 1990 | 2006 | 2013 | 2015 | 2017 | 2019 | 2020 | 2022 |